# Toughsheet Community Stadium

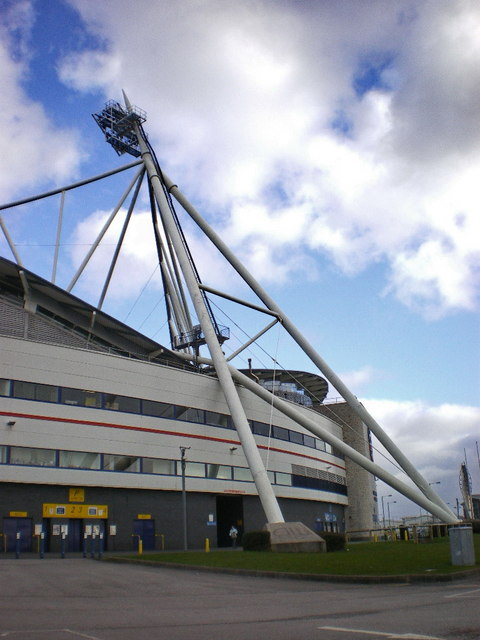
Ein Mast der Flutlichtanlage

Das Toughsheet Community Stadium ist das Fußballstadion des englischen Fußballclubs Bolton Wanderers und es befindet sich in Horwich, Greater Manchester, außerhalb von Bolton.

## Geschichte
Die moderne Fußballarena, in der es ausschließlich Sitzplätze gibt, bietet Platz für 28.723 Zuschauer und ersetzte 1997 den alten Burnden Park. Dies stieß bei den meisten Fans zunächst auf Ablehnung, als Erinnerung an den traditionsreichen Burnden Park wurde schließlich die Straße, an welche das Stadion angrenzt, in Burnden Way umbenannt.
Das Stadion erhielt seinen ursprünglichen Namen Reebok Stadium 1997 vom Hauptsponsor der Bolton Wanderers, dem Sportartikelhersteller Reebok. Nach 17 Jahren verlängerte der Namensgeber den auslaufenden Vertrag nicht. Ab Juli 2014 trug die Spielstätte der Wanderers für vier Jahre den Namen Macron Stadium. Der neue Namensgeber war der italienische Sportartikelhersteller Macron, der seitdem als Ausrüster der Bolton Wanderers fungiert.
Am 1. August 2018 gaben die Bolton Wanderers bekannt, dass die University of Bolton neue Namensgeberin der Spielstätte ist und sie den Namen University of Bolton Stadium trägt.
Im Februar 2023 unterschrieb der Club einen Sponsorvertrag mit Toughsheet, einem lokalen Hersteller von recycelbaren Baustoffen, über fünf Jahre. Die Spielstätte heißt seit dem 1. Juli 2023 Toughsheet Community Stadium.

## Nutzung
Seit der Eröffnung beim 0:0-Unentschieden der Bolton Wanderers gegen den FC Everton am 1. September 1997 trägt der englische Fußballclub Bolton Wanderers seine Heimspiele im Toughsheet Community Stadium Stadium aus. Des Weiteren dient die Anlage als Ort für verschiedene Kulturveranstaltungen, wie z. B. Konzerte, ein Hotel mit entsprechenden Räumlichkeiten wie Tagungsräume befindet sich ebenfalls auf dem Stadiongelände. Außerdem dient das Stadion des Öfteren als Austragungsort englischer Rugby-Länderspiele. Ungewöhnlich ist, dass beide Mannschaften aus zwei verschiedenen Ausgängen beiderseits der Mittellinie auf den Platz laufen.
Zwischen 2003 und 2013 wurden im damaligen Reebok Stadium insgesamt elf Auflagen der UK Open, welches zu den Major-Turnieren der PDC zählt, ausgetragen.
Ende Januar 2019 wurde das Stadion der Wanderers als einer der Spielorte für die Rugby-League-Weltmeisterschaft 2021 ausgewählt. Erstmals werden das Männer-, das Frauen- und das Rollstuhlturnier gleichzeitig ausgetragen. Es sind zwei Spiele der Männer, davon ein Viertelfinale, geplant.
In den Räumlichkeiten des Stadions, die normalerweise für Konferenzen genutzt werden, wird ein temporäres Gerichtsgebäude eingerichtet, da der Crown Court (britischer Staatsgerichtshof), weiterhin den Beschränkungen durch die COVID-19-Pandemie unterliegt. Es werden Urteile zu Geldstrafen und gemeinnützige Anordnungen erlassen. Schwerwiegendere Fälle, die für eine Gefängnisstrafe nach sich zeihen, werden zur Verurteilung an den Crown Court zurückgegeben. Durch die erweiterte Kapazität soll den Menschen in der örtlichen Gemeinde schneller zu ihrem Recht verholfen werden. Für die Bolton Wanderers ist es willkommene Einnahmequelle wegen der gegenwärtig fehlenden Zuschauereinnahmen.
Mit dem Champion-of-Champions-Turnier wurde 2021 erstmals eine Veranstaltung der Profitour im Snooker nach Bolton ins Stadionhotel vergeben.

## Besucherrekord und Zuschauerschnitt
Die Partie, im damaligen Reebok Stadium, der Premier League 2003/04 am 28. Dezember 2003 zwischen den Wanderers und Leicester City verfolgten 28.353 Fans. Die Rekordkulisse im alten Burnden Park stammt vom 18. Februar 1933, als in der 5. Runde des FA Cup 1932/33 die Bolton Wanderers vor 69.912 Zuschauern auf Manchester City trafen.
- 2000/01: 14.960 (Football League First Division)
- 2001/02: 25.098 (Premier League)
- 2002/03: 25.016 (Premier League)
- 2003/04: 26.794 (Premier League)
- 2004/05: 26.005 (Premier League)
- 2005/06: 25.265 (Premier League)
- 2006/07: 23.606 (Premier League)
- 2007/08: 20.901 (Premier League)
- 2008/09: 22.485 (Premier League)
- 2009/10: 21.880 (Premier League)
- 2010/11: 22.869 (Premier League)
- 2011/12: 23.670 (Premier League)
- 2012/13: 18.034 (Football League Championship)
- 2013/14: 16.141 (Football League Championship)
- 2014/15: 15.413 (Football League Championship)
- 2015/16: 15.056 (Football League Championship)
- 2016/17: 14.934 (EFL League One)
- 2017/18: 15.887 (EFL Championship)
- 2018/19: 14.636 (EFL Championship)
- 2019/20: 11.511 (EFL League One)